# Franz Van Montfort
Franz Van Monfort (Sint-Joost-ten-Node, 28 januari 1889 - Elsene, 2 januari 1980) was een Belgisch kunstschilder.

## Biografie
Franz Van Montfort werd op 28 januari 1889 geboren in Sint-Joost-ten-Node als zoon van Alphonse Van Montfort, een bekend kunstenaar. Als kind wist Van Montfort al dat hij schilder wilde worden. In 1905 ging hij naar de Koninklijke Academie voor Schone Kunsten van Brussel, waar hij vier jaar verbleef onder de hoede van Emile Fabry, Jean Delville, Van Strydonck, Herman Richir, Fernand Khnopff en Constant Montald. In 1910 reisde hij naar Nederland en het jaar erop naar Italië, waar hij onder de indruk raakte van de kunstwerken in Venetië en Florence. In 1913 trouwde hij Cécile Milbauer. Na de Eerste Wereldoorlog sloot hij zich aan bij zijn Brabantse tijdgenoten.
Net als Jos Albert en Jean Brusselmans vertoonde Van Montfort een voorliefde voor huislijke taferelen: zonovergoten interieurs, vrouwen die zich opmaken of handwerken, een spelend kind of stillevens. Op enkele op karton geschilderde werken hanteerde Van Montfort een tachistische techniek, die ook gebruikt werd door Ferdinand Schirren. In 1918 nam hij deel aan een door Galerie Giroux georganiseerde expositie.
Tot zijn vrienden behoorden onder meer Magritte, Pierre-Louis Flouquet en Pierre Bourgeois. In deze periode liet Van Montfort zich, net als meerdere van zijn Brabantse collega's, verleiden tot de meer schematische aanpak van het kubisme. Na een verblijf van enkele jaren aan de Academie van Nijvel, terwijl hij in Bosvoorde woonde tussen de pruimen-, kersen- en appelbomen, besloot hij naar Parijs te verhuizen. Van Montfort was er gelukkig, maar leefde er op de rand van armoede. Hij bleef 45 jaar in Parijs, en maakte nieuwe vrienden: Naum en Marcel Sluszny, Franz Hellens, Jean Cassou, Charles Vildrac, Isadora Duncan, Wanda Landowska. Hij weigerde een contract bij de galerie Bernheim maar bleef ongeveer veertig jaar trouw aan de Salon des Indépendants. Hij verkocht werken aan de Franse overheid en aan Amerikaanse verzamelaars.
In 1968 keerde Van Montfort terug in België en exposeerde hij in de Galerie Brachot. Hij overleed op 2 januari 1980, een rijk oeuvre uit verschillende te onderscheiden perioden nalatend.